# Juzo
Die Julius Zorn GmbH (Juzo) ist ein deutscher Hersteller medizinischer Hilfsmittel für die Bereiche Phlebologie, Lymphologie, Orthopädie und Narbenmanagement. Das mittelständischen Familienunternehmen hat seinen Hauptsitz in Aichach, Bayern; Mit Niederlassungen in sieben Ländern, einem Schwesterwerk in Ohio (USA) und dem weltweiten Direktexport ist Juzo ein international tätiges Unternehmen. Das Unternehmen entwickelt zudem Kompressionsbandagen für Pferde.

## Geschichte
Das Unternehmen wurde 1912 von Julius Hermann Zorn und seinem Sohn Julius Zorn Jr. im thüringischen Zeulenroda, der damaligen Hochburg des Gummistrumpfes, gegründet.  
Im Jahr 1919 veränderte Julius Zorn die Produktion der Kompressionsstrümpfe durch neue Techniken und brachte erstmals gestrickte Strümpfe auf den Markt. Durch diesen technischen Durchbruch wurden herkömmlichen Wirkstühle durch das Flachstrickverfahren ersetzt. Innerhalb weniger Jahre baute das Unternehmen seinen Ruf für erstklassige Qualität weiter aus und verschickte bereits in den 1930er Jahren Kompressionsprodukte weltweit. Nach dem Zweiten Weltkrieg ließ sich die Firma im bayrischen Aichach nieder, wo heute noch die medizinischen Hilfsmittel, teilweise in Handarbeit, hergestellt werden.   
Durch  Forschung, neue Technologien und patentierte Herstellungsverfahren entwickelten sich  neue Geschäftszweige und Produktlinien im Bereich der medizinischen Hilfsmittel. So wurde in den 1950er Jahren das Rundstrickverfahren erstmalig eingesetzt, um rundgestrickte Kompressionsstrümpfe herzustellen. Im Jahr 2010 stieg Juzo in den veterinärmedizinischen Markt ein und entwickelte erstmals Kompressionsbandagen für Pferde (EquiCrown). Seit 2019 werden unter der Marke sportomedix Produkte für  Sportler angeboten.

## Geschäftsbereiche
Juzo ist Hersteller von medizinischen Hilfsmitteln, welche in unterschiedlichen Fachbereichen eingesetzt werden. Vom medizinischen Kompressionsstrumpf bis zur individuellen Ganzkörperversorgung versorgt Juzo Patientinnen und Patienten weltweit mit Rund- oder Flachstrick Kompression. Erhältlich sind die Produkte im medizinischen Fachhandel, d. h. in Sanitätshäusern, Gesundheitszentren und Apotheken.  
- Phlebologie
- Lymphologie
- Narbenmanagement
- Orthopädie

## Produkte
Zum Produktsortiment von Juzo gehören Kompressionsversorgungen für Medizin und Sport. 
Diese werden im Rundstrick- oder im Flachstrickverfahren hergestellt. Bei dem Rundstrickverfahren verläuft die Strickrichtung des Gestricks im Kreis und es wird sogenannte Schlauchware produziert. Beim Flachstrick hingegen werden die Maschenreihen in abwechselnde Richtungen gestrickt und es entsteht ein flaches Stoffstück, welches zum Schluss vernäht wird.  
Folgende Produkte werden von der Julius Zorn GmbH angeboten: 
- Kompressionsversorgungen für Lymph- und Lipödeme sowie Venenleiden
- Bandagen und Orthesen
- Thromboseprophylaxestrümpfe für Krankenhauspatienten
- Kompressionsbekleidung für die Versorgung nach großflächigen Verbrennungen , Verbrühungen oder Operationen (beispielsweise plastisch-chirurgischen Eingriffen)
- Anziehhilfen für Kompressionsstrümpfe, -ärmel und -handschuhe
- Kompressionsbandagen für Pferde